# Triakis semifasciata
Requin léopard
Espèce
Statut de conservation UICN

 LC  : Préoccupation mineure
Le requin léopard (Triakis semifasciata) est une espèce de requins de la famille des Triakidae. On le retrouve le long des côtes du Pacifique de l'Amérique du Nord, de l'état américain de l'Oregon à Mazatlan au Mexique. Il vit principalement près des fonds marins sableux ou rocheux entre la surface et 100 mètres de profondeur où il trouve à la fois abri et nourriture.
Il mesure 1,2m à 2,1m de long. Les femelles sont légèrement plus grandes que les mâles. On le reconnaît à sa robe tachetée grisâtre qui devient plutôt blanche sur son ventre. En ce qui concerne la longévité, l'estimation bien qu'il manque de données, est d'une dizaine d'années voire aux alentours de 30 ans.
Il est généralement considéré comme un nageur relativement lent. Contrairement à certaines espèces de requins connues pour leurs accélérations rapides, le requin léopard préfère une nage plus paisible et régulière.
Souvent associé aux récifs coralliens où il chasse des proies relativement lentes comme les poissons de récif et les crustacés. Une grande vitesse n'est donc pas essentielle à son mode de vie. Son alimentation de mollusques et crustacés le rend inoffensif pour l'homme
Cette espèce est vivipare aplacentaire.
Le requin léopard est très souvent confondu de nom avec le requin zèbre (Stegostoma fasciatum).